# Tel Temes
Tel Temes (hebreiska: תל תמס) är en kulle i Israel.   Den ligger i distriktet Norra distriktet, i den nordöstra delen av landet.
Terrängen runt Tel Temes är kuperad åt nordväst, men åt sydost är den platt. Terrängen runt Tel Temes sluttar österut. Runt Tel Temes är det ganska tätbefolkat, med 155 invånare per kvadratkilometer. Närmaste större samhälle är Bet She'an, 2,2 km sydost om Tel Temes. Trakten runt Tel Temes består till största delen av jordbruksmark.